# 4360 Xuyi
4360 Xuyi è un asteroide della fascia principale. Scoperto nel 1964, presenta un'orbita caratterizzata da un semiasse maggiore pari a 2,5987671 UA e da un'eccentricità di 0,1595574, inclinata di 2,51514° rispetto all'eclittica.